# 吳欣盈
吳欣盈（英語：Cynthia Wu，1978年5月18日—），台灣政治人物、企業高階主管，現任新光人壽慈善基金會董事長，曾任台灣民眾黨籍立法委員:4、新光人壽副總經理、臺灣工商企業聯合會監事。
吳欣盈出生於美國，為新光集團關係企業第三代，為集團創辦人吳火獅之孫女，吳東進之長女。曾任英國保守黨副黨魁彼得·萊利國會助理、英國倫敦美林證券資產管理公司投資分析師、英國公益慈善協會董事、美國公益慈善商場國際董事、世界經濟論壇青年全球領袖成員。2022年11月，吳欣盈依法遞補就職為中華民國立法委員。2023年與台灣民眾黨黨主席柯文哲搭檔投入總統選舉，代表該黨競逐副總統一職，之後敗選告終。

## 早年及背景
吳欣盈出生於美國:4。母親許嫻嫻是中國國民黨政治人物許勝發次女，畢業於明治大學；許勝發亦為太子汽車、萬泰銀行創辦人。父親吳東進為新光集團創辦人吳火獅長子，1986年起接掌新光集團。吳欣盈有一名妹妹吳欣儒和一名弟弟吳昕東。
吳欣盈在台灣就讀台北美國學校，期間曾任學生會長。在父母安排下，吳欣盈大學就讀衛斯理學院，主修國際關係及美術史。大一暑假父母幫他安排到日本的櫻花銀行實習，大二暑假吳欣盈則自行至美國國家廣播公司擔任實習記者。

## 職業生涯

### 家族事業
大學畢業後，吳欣盈曾任職英國倫敦美林證券擔任投資分析師約3年。
2003年，25歲的吳欣盈回到台灣，擔任父親新光金控董事長吳東進的特別助理。同時，吳欣盈也陸續兼任新光人壽慈善基金會董事兼執行長、新海瓦斯董事、新光產物保險監察人等職。同一時期，吳欣盈也在外祖父許勝發的萬泰銀行擔任董事。

### 英國進修
2006年8月，吳欣盈前往英國倫敦商學院進修工商管理碩士，後來又在科陶德藝術學院修習文學碩士，直到2010年回台。在英國期間，曾兼任保守黨副黨魁彼得·萊利選民服務與政策研究助理，並且也在2007年接任台灣新光人壽副總經理和新光金控董事。

### 新光金控
吳欣盈2003年回台後，即擔任父親新光金控董事長吳東進的特別助理。2005年6月進入新光金控董事會擔任董事 瑞進興業股份有限公司法人代表。吳東進原本規劃吳欣盈接班新光金控和新光人壽；吳欣儒接新光銀行業務；吳昕東則是新光保全及大台北瓦斯。
吳欣盈後來接掌新光金控營運不順利，甚至曾與總經理公開衝突。2017年新光金控改選董監事時，吳欣盈並未續任董事，改由妹妹、新光銀行副董事長吳欣儒接任。吳欣儒則在2020年接任新光金控總經理。

### 新光人壽
2009年3月，吳欣盈接任新光人壽副總經理，並進入母公司新光金控董事會。
2016年，吳欣盈在新光人壽籌組戰略發展部，透過獵頭公司挖角來許多外商和英語流利的員工。戰略發展部在公司內也被稱為「Cynthia（吳欣盈英文名）特別部隊」。
2016年吳欣盈向媒體宣布新光人壽戰略發展部斥資委託外商顧問公司合作，例如李光耀公共政策學院、BCG顧問公司、Oliver Wyman顧問公司等，已在新光人壽推動了新培訓課程、業務員轉型計劃、客群經營、特色新商品等創新專案。但2017年，有媒體報導，父親吳東進與新光人壽既有幹部們似乎都對這些改造計畫不感興趣，報導中有員工向媒體表示這些計畫「因女兒要做」而做，花錢請顧問公司研擬的計畫沒有都能實際執行。
而戰略發展部的另一個主要目標是新光人壽以東南亞為主的海外佈局。2016年和2018年，新光人壽戰略發展部兩次協助新光銀行主辦柬埔寨銀行ACLEDA Bank的聯貸案，台灣方面由新光銀行擔任主辦行暨管理行。2019年成功委託香港李澤楷在台灣成立的富衛保險經紀公司銷售新光人壽為其訂製的保單。
但也有媒體報導，海外佈局也被認為投入得到的成果相當有限，新光人壽截至2020年，僅在緬甸與越南設立辦事處，當初被看好的菲律賓和柬埔寨並沒有成功。而在緬甸也遇到金融執照一直拿不到的問題。印尼則找不到好的併購標的。在另一則媒體報導則提到，吳欣盈在新光人壽的戰略發展部曾因為想要動用新光集團裡的其他公司而引發紛爭。有次調動新光金的案子，引起新光金另一大股東洪文棟的兒子洪士琪不滿，認為吳欣盈越權，而當時妹妹吳欣儒也站在洪士琪那邊，令吳欣盈不滿。不久後在吳欣儒要做業務會報的董事會中，吳欣盈突然跑進來質疑妹妹的報告內容，被員工視為是「趁機報仇」。

## 政治生涯

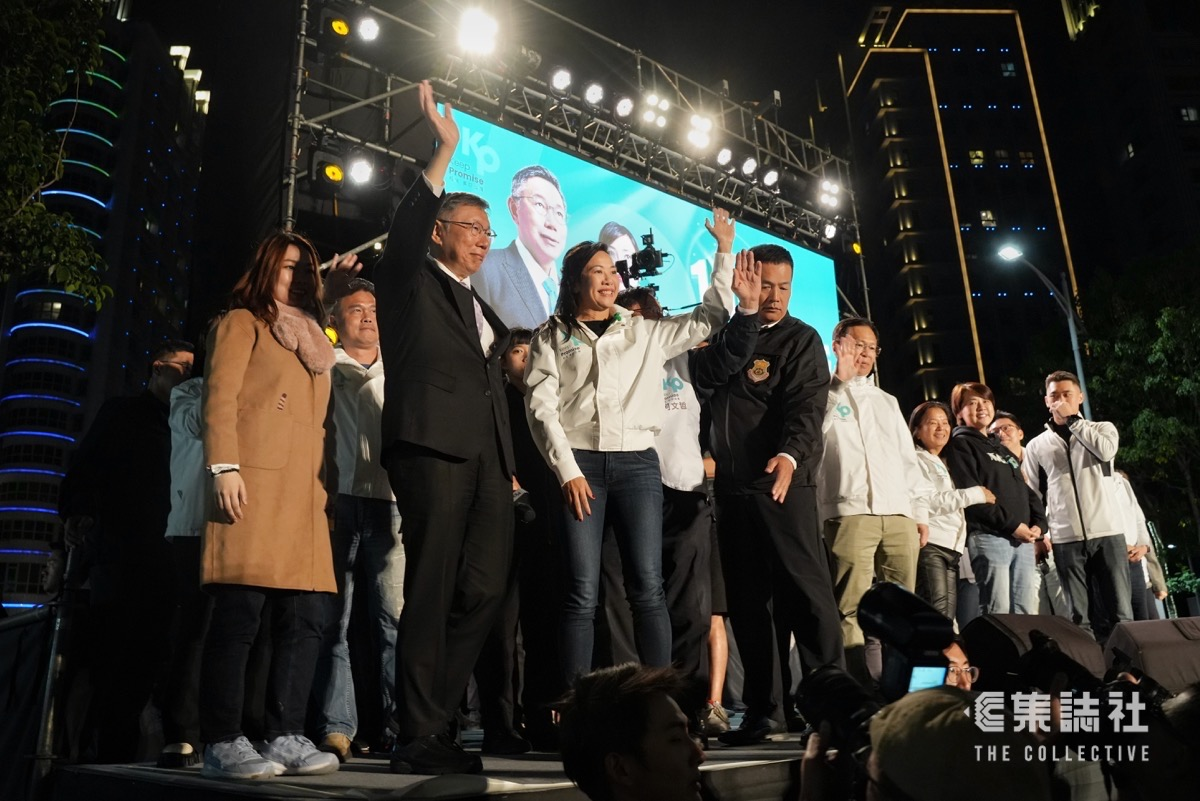
吳欣盈與柯文哲出席總統選舉造勢

### 立法委員

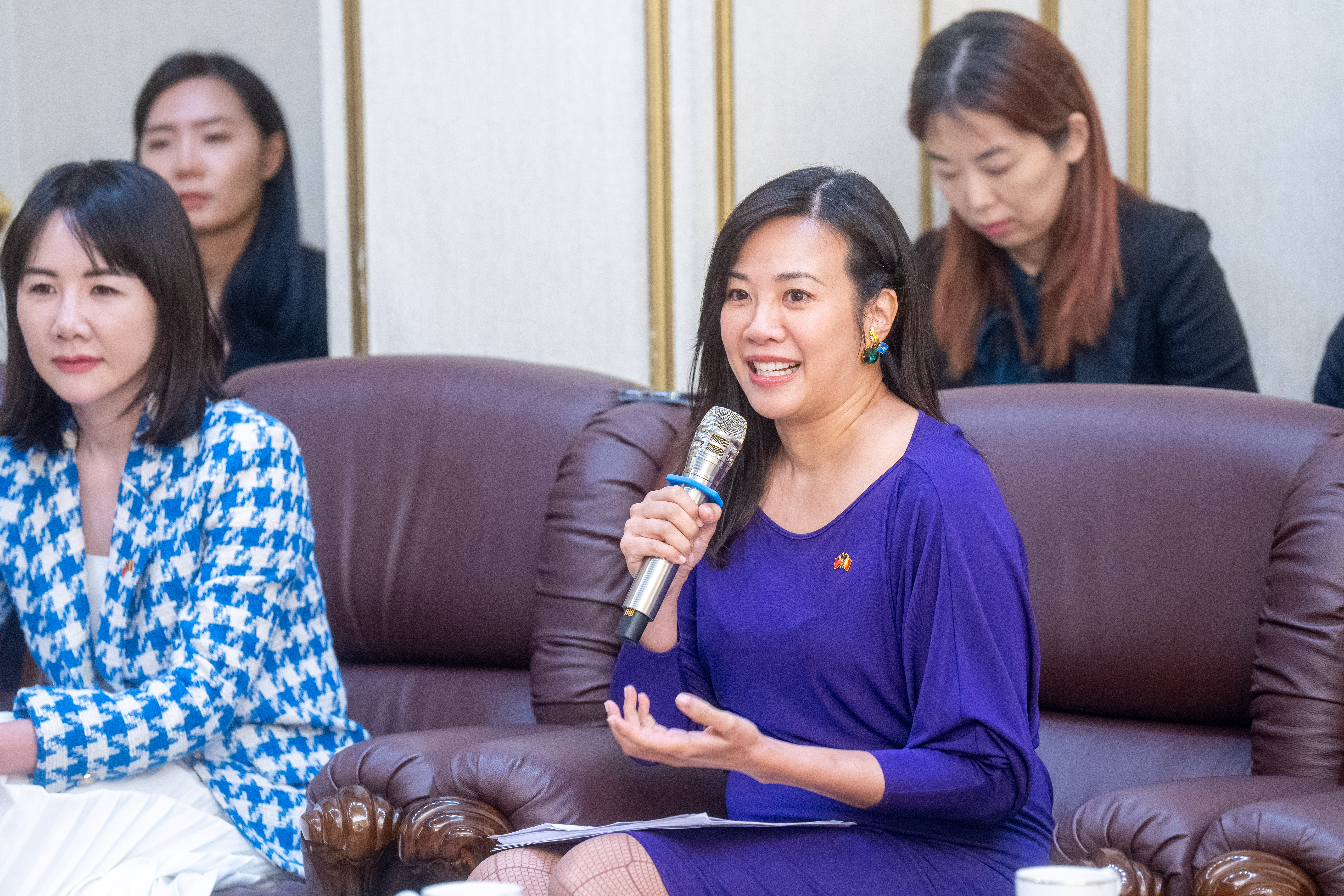
Members_of_the_Legislative_Yuan_Cynthia_Wu_and_Hsieh_Yi-fong_2023-10-16

2019年11月19日，獲得台灣民眾黨提名為不分區立委、名列第七名。:4台灣民眾黨於2020年1月11日立法委員選舉開票結果，以158萬餘票、11.2%的政黨得票率，取得五席不分區立委席次，但其順位未能入列。2022年10月14日，台灣民眾黨不分區立法委員蔡壁如宣佈辭職後；10月20日，中央選舉委員會公告吳欣盈遞補為該黨不分區立法委員，後於11月2日於立法院宣誓就職。

### 參選副總統
2023年11月24日，與台灣民眾黨主席柯文哲搭檔以中華民國副總統候選人身份登記參選2024年中華民國總統選舉，之後敗選告終。

## 個人生活
吳欣盈與板橋林家的林知延交往多年。兩人2011年4月完成結婚登記，婚禮於同年10月18日舉行。2013年間，林知延以懷疑妻子外遇為由派人跟監，並在律師劉宗欣建議下，於吳欣盈座車上加裝GPS。兩人隨後開始訴訟，林知延訴請離婚，吳欣盈則透過台北地檢署控告妨礙秘密罪及違反《個資法》。2017年5月，離婚訴訟一審林知延敗訴。同年11月，台北地院判決林知延刑事訴訟無罪。吳欣盈透露之所以不願離婚，因為根據《人工生殖法》，若婚姻關係不再，其人工受精成功的胚胎將被強制銷毀。2019年1月9日離婚訴訟二審判准，吳欣盈未上訴因此確定。同年4月，高等法院二審判林知延拘役20日；經最高法院發回更審，2020年8月更一審改判拘役15天，得易科罰金15,000元定讞。
2022年10月底，吳欣盈宣布懷孕消息；12月初，她和比利時男友雷諾·范·德·埃爾斯特男爵（Baron Renaud van der Elst）登記結婚。兩人2023年2月迎來一子，7個月後於丈夫家鄉城堡舉行婚禮，奉子成婚，並有比利時王后瑪蒂爾德出席。

## 爭議事件

### 遭質疑高調出席COP28
在2023年聯合國氣候變化大會（COP28）時，吳欣盈與洪申翰等三位立法委員一同與會。回台後吳欣盈批評在場內遭受阻礙，質疑外交部「對不起納稅人」。外交部則回應，基於吳欣盈身為民眾黨副總統候選人的身分敏感，動向可能受中國關注，故外交部已數次向吳欣盈分析可能之打壓及影響，建議其重新考量行程。但吳欣盈卻高調地召開記者會，外交部認為此舉引發中國注意，讓中國可施壓大會秘書處進而打壓台灣與會。
吳欣盈得知後再度批評外交部失職，並稱事實不如外交部所述。外交部再度回應，稱吳欣盈的舉動提供中國打壓機會，甚至危害台灣未來參與可能。外交部認為，需要長年累積才能獲得的國際空間，僅因一時的個人及政黨利益就輕易地被破壞。一名涉外高層稱，吳欣盈在會場時因受打壓而與聯合國秘書處官員爭執，該官員稱吳欣盈背叛他的信任。該高層稱，吳欣盈所做所為可能讓台灣以後不得參加COP。

### 數度稱外交部為「斷交部」
由於吳欣盈在參加聯合國氣候峰會時遭遇門禁問題，引發了與外交部的公開爭議。吳欣盈在多次公開場合中批評外交部，指稱「這個斷交部、外交部所做的事情，是他們的責任！不用把事情再擴張」，兩度將其稱為「斷交部」，並指責外交部「失能、不當責」。此外，民眾黨總統候選人柯文哲為了平息爭議，已經通令全黨不要再批評外交部。然而，吳欣盈仍堅持自己的立場，並表示將在未來進一步釐清此次出訪的相關事宜。

### 2024年正副總統選舉財產申報爭議
2023年12月6日，中央選舉委員會公告總統副總統候選人財產申報，媒體人黃揚明在查看申報後提出質疑。黃認為根據規定，候選人配偶的財產應該一併申報，除非吳欣盈的比利時籍配偶真的沒有任何恆產，否則這可能會引起外界對其申報真實性的質疑。此事件發酵後，引起了公眾的廣泛討論。
截至2023年12月15日，中央選舉委員會指出，吳欣盈辦公室指派律師曾數度詢問相關更正事宜，但目前為止仍沒提出更正。
2023年12月29日，吳欣盈更新財產申報內容，新增子女2筆存款，但仍未申報丈夫財產資訊。吳被問及此事時，強調一切依法處理，不願多談。在日後多次的媒體聯訪中，對於未申報比利時籍配偶財產的爭議，她皆回應由於涉及層面甚廣，相關財產申報已依照規定和要求進行並且努力溝通。

## 選舉紀錄
| 年度 | 選舉屆數                 | 選舉區                                 | 所屬政黨   | 得票數    | 得票率 | 當選標記 | 備註                                                     |
| ---- | ------------------------ | -------------------------------------- | ---------- | --------- | ------ | -------- | -------------------------------------------------------- |
| 2020 | 第十屆立法委員選舉       | 全國不分區及僑居國外國民立法委員選舉區 | 臺灣民眾黨 | 1,588,806 | 11.22% | 補       | 排名第7順位；蔡壁如辭去立委職務後，2022年11月2日遞補上任 |
| 2024 | 第十六任總統、副總統選舉 | 第十六任總統、副總統選舉               | 臺灣民眾黨 | 3,690,486 | 26.46% |          | 副总统候选人，与柯文哲搭档参选                           |

## 外部連結
- 吳欣盈委員 - 立法院
- 台灣民眾黨-吳欣盈介紹 （页面存档备份，存于）
- 吳欣盈的Facebook專頁
- 新光人壽慈善基金會 吳欣盈執行長的Facebook專頁
- YouTube上的新光人壽頻道